# 凯鹏华盈
凯鹏华盈（英語：Kleiner Perkins，舊稱為Kleiner Perkins Caufield & Byers (KPCB)）是美国硅谷的一家风险投资公司。华盛顿邮报和其它媒体称呼为「最大的风险投资公司」。 紐約時報的Dealbook稱为「硅谷顶级风险投资公司之一。」到2019年，凯鹏华盈已在19只风险投资基金和4只增长基金中筹集了约90亿美元。凯鹏华盈的总部设在硅谷门罗帕克(Menlo Park)。
2018年9月，凯鹏华盈宣布将其数字增长团队拆分为一家新的独立公司。该公司在筹集了6亿美元后于2019年1月31日宣布了其第19只基金。 该基金的重点是“消费者，企业，硬技术和金融科技”部门的早期投资。该公司于2019年1月为其第18只基金KP XVIII筹集了6亿美元。

## 历史
凯鹏华盈专攻孵化和早期企业。 自从1972年建立以来，凯鹏华盈已经投资过500家企业，包括美国在线、亚马逊、Navigenics、思杰系统、康柏电脑、艺电、基因泰克、Genomic Health、Geron Corporation、谷歌、Intuit、Juniper Networks、Nebula、网景、太阳计算机系统、赛门铁克、威瑞信、WebMD和Zynga。凯鹏华盈全球投资集中在三个方面 – 数码，清洁技术和生命科学。

## 著名合夥人
- 约翰·杜尔（目前）
- John Maeda（目前）
- 阿尔·戈尔（目前）
- Raymond J. Lane（目前）
- Aileen Lee
- Mary Meeker（目前）
- 科林·鲍威尔（目前）